# Włodzimierz (Błagorazumow)
Włodzimierz, imię świeckie Iosif Iwanowicz Błagorazumow (ur. 22 marca?/3 kwietnia 1845 w guberni penzeńskiej, zm. 12 września?/25 września 1914 w Niżynie) – rosyjski biskup prawosławny.

## Życiorys
Był synem prawosławnego diakona. Ukończył seminarium duchowne w Penzie i 14 listopada 1866 został wyświęcony na kapłana jako mężczyzna żonaty, po czym podjął pracę duszpasterską w cerkwi w Gorodiszczu (gubernia penzeńska). W latach wojny rosyjsko-tureckiej 1877–1878 działał w lokalnym oddziale Czerwonego Krzyża. W 1877 zmarła jego żona. Podjął wówczas wyższe studia teologiczne w Kazańskiej Akademii Duchownej, gdzie w 1882 uzyskał dyplom kandydata nauk teologicznych, broniąc końcową dysertację nt. nauki Atanazego Aleksandryjskiego o obliczu Chrystusa. Został zatrudniony w szkole duchownej nr 2 w Penzie w charakterze nadzorcy. W 1885, po scaleniu szkół duchownych nr 1 i 2 w tymże mieście został nadzorcą nowo powstałej placówki. Zorganizował nowy internat i wzniósł nowe cerkwie na użytek uczniów szkoły.
W 1887 został wykładowcą Pisma Świętego w prawosławnym seminarium duchownym w Krzemieńcu (Wołyńskie Seminarium Duchowne). 14 sierpnia 1888 złożył wieczyste śluby mnisze, przyjmując imię Włodzimierz. Jego wystąpienia publiczne w Krzemieńcu, gdzie wygłaszał odczyty na tematy religijno-moralne sprawiły, że został przyjęty do redakcji pisma Poczajewskij Listok wydawanego w Ławrze Poczajowskiej. W 1891 przeszedł do pracy w seminarium duchownym w Kiszyniowie, gdzie także wykładał Pismo Święte. Należał do kiszyniowskiego bractwa misyjnego. 31 grudnia 1896 otrzymał stopień naukowy magistra nauk teologicznych, zaś w roku następnym został podniesiony do godności archimandryty i włączony w poczet starszych członków komitetu cenzury duchownej w Petersburgu.
20 stycznia 1901 otrzymał nominację na biskupa sarapulskiego, wikariusza eparchii wiackiej, zaś 4 lutego przyjął chirotonię biskupią. W roku następnym został biskupem pomocniczym eparchii riazańskiej z tytułem biskupa michajłowskiego. W 1906 został ordynariuszem eparchii błagowieszczeńskiej, jednak już po trzech latach, z powodu choroby, został przeniesiony w stan spoczynku. Jako miejsce pobytu wyznaczono mu Pustelnię św. Mikołaja w Tieriebni, którą zarządzał na prawach przełożonego. Następnie przebywał w monasterze Trójcy Świętej w Kalazinie, zaś od 1912 kierował monasterem Zwiastowania w Niżynie, gdzie zaangażował się w prace remontowe w cerkwi klasztornej. W Niżynie zmarł i tam też został pochowany.
Autor szeregu artykułów i homilii publikowanych w prasie cerkiewnej („Cerkownyj wiestnik”, „Wołynskije Jeparchialnyje Wiedomosti”, „Duchownyj wiestnik”). Odznaczony Orderem św. Anny II i I stopnia oraz Orderem św. Włodzimierza III stopnia.